# Gavotí menut
El gavotí menut (Aethia pusilla) és una espècie d'ocell de la família dels àlcids (Alcidae). D'hàbits pelàgics, cria sobre vessants rocoses, penya-segats costaners i platges de la costa de la Península de Txukotka, illes Pribilof, Aleutianes i altres del Pacífic boreal. Més tard es dispersa més cap al sud, entre les costes del sud d'Alaska i el nord del Japó.